# 墜飾

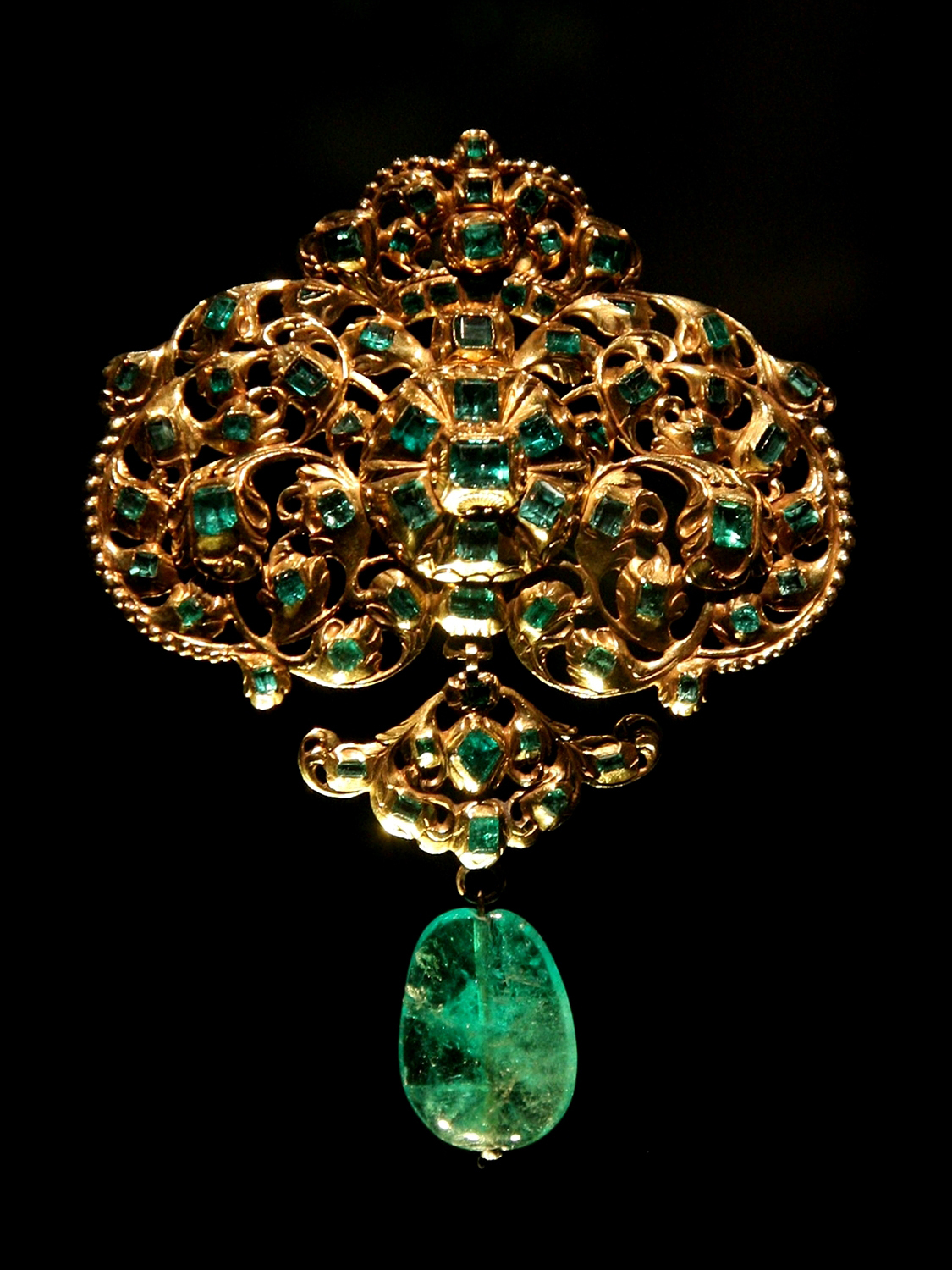
在西班牙维多利亚和阿尔伯特博物馆的坠饰

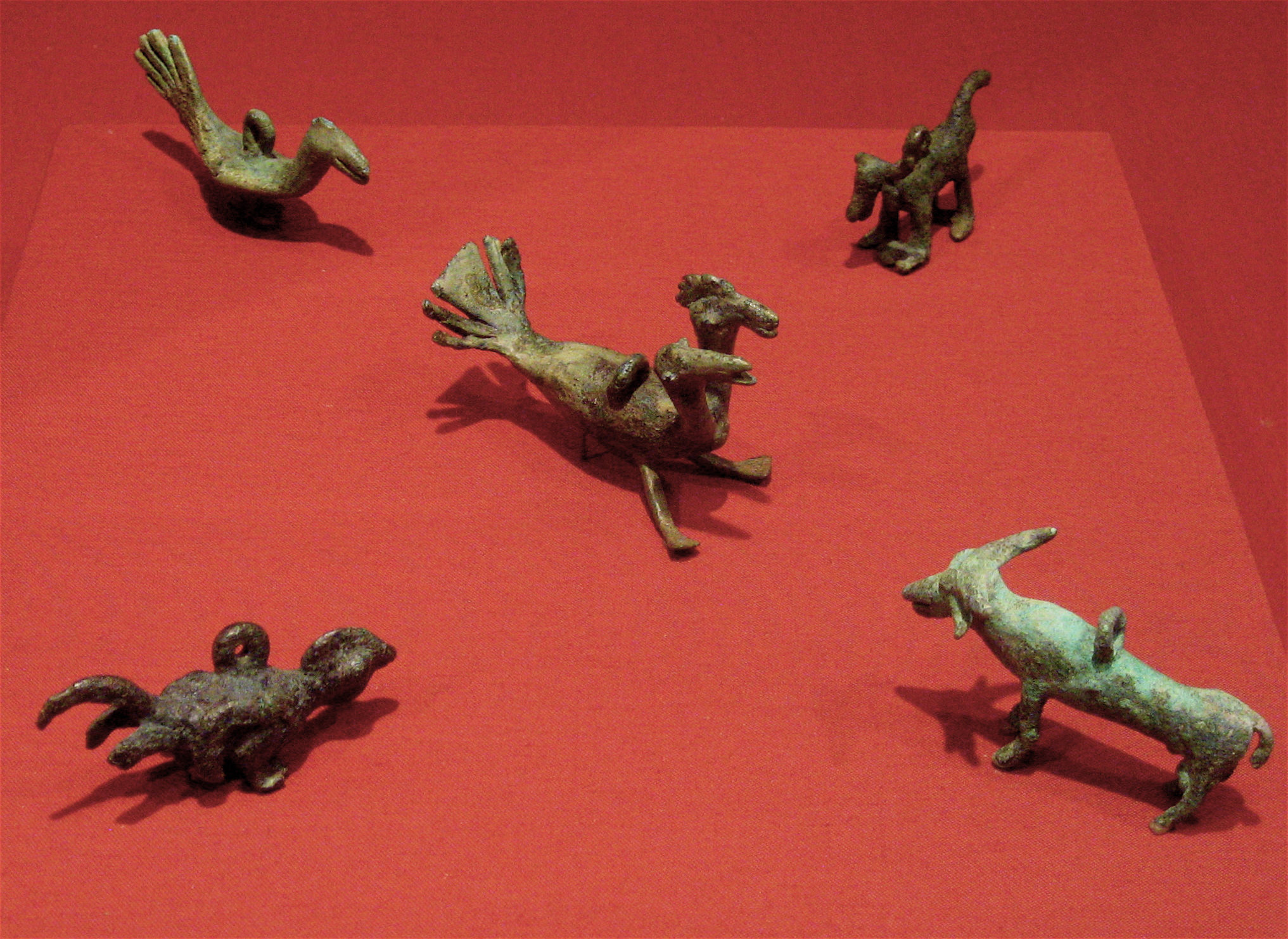
印度尼西亚的坠饰(100 B.C-A.D. 300)

墜飾，亦作垂飾或吊墜，是指一種可以寬鬆的垂吊在身上的珠寶或首飾。它不一定是作項鍊般穿戴，現時一些造型誇張的耳環也會用上墜飾，儘管這麼可能令耳朵感到很沉重。在中國古代，習慣把墜飾掛在腰間。
墜飾的主要功用可以是：
- 追求時尚（纯粹裝飾）
- 身份標示 （例如：十字架或佛像等具宗教象徵性的符號，又或和平等在搖滾樂隊歌手身上常見的符號）
- 保護 （例如：護身符、香包或能量墜飾）
- 自我肯定 （例如：縮寫，名稱）
- 排場 （例如：寶石）
- 表揚 （例如：國家級的勳章或童軍的獎章）